# William Valk
William Weightman Valk (ur. 12 października 1806 w Charleston, zm. 20 września 1879 w Waszyngtonie) – amerykański polityk, członek Partii Nic Niewiedzących.

## Działalność polityczna
W okresie od 4 marca 1855 do 3 marca 1857 przez jedną kadencję był przedstawicielem 1. okręgu wyborczego w stanie Nowy Jork w Izbie Reprezentantów Stanów Zjednoczonych.